# Alexander Krük
Alexander Krük (nacido el 21 de enero de 1987 en Remscheid, en el estado de Renania del Norte-Westfalia, Alemania) es un futbolista alemán que juega como defensa en el VfL Osnabrück de la 3. Liga.

## Clubes
| Club                        | País     | Año       |
| --------------------------- | -------- | --------- |
| Borussia Mönchengladbach II | Alemania | 2006-2007 |
| Kickers Emden               | Alemania | 2007-2008 |
| Eintracht Frankfurt         | Alemania | 2008-2009 |
| VfL Osnabrück               | Alemania | 2009-2011 |
| Arminia Bielefeld           | Alemania | 2011-2012 |
| VfL Osnabrück               | Alemania | 2012-     |

- Datos: Q477440